# Comprachicos
Comprachicos, comprapequeños – rzekomi siedemnastowieczni handlarze niewolników, opisani przez Wiktora Hugo w książce Człowiek śmiechu w 1869 roku. Specjalizowali się oni w porwaniach dzieci i deformowaniu ich ciał poprzez trzymanie ich w różnych dzbanach, kołach itp. Tworzyli w ten sposób „potwory”, które były następnie sprzedawane do cyrków lub objazdowych pokazów dziwadeł. Słowo jest neologizmem w języku hiszpańskim i dosłownie znaczy „kupcy dzieci”.